# Lewsze
Lewsze – wieś w Polsce położona w województwie podlaskim, w powiecie białostockim, w gminie Michałowo. 
W latach 1975–1998 miejscowość administracyjnie należała do województwa białostockiego.
Wierni Kościoła rzymskokatolickiego należą do parafii Opatrzności Bożej w Michałowie. Natomiast prawosławni mieszkańcy wsi należą do parafii Narodzenia św. Jana Chrzciciela w Nowej Woli.